# Klamath Falls
Klamath Falls è il capoluogo della contea di Klamath, in Oregon, Stati Uniti. È stata fondata come Linkville nel 1867 da George Nurse, presso le cascate del fiume Link (successivamente Klamath). Nel 2000 aveva una popolazione di 19.462 abitanti, con una popolazione censita nel 2010 di 20.840 abitanti.

## Storia
Gli indiani Klamath e Modoc furono i primi abitanti della zona. Il nome dato all'area dagli indiani Klamath era Yulalona o Iwauna riferendosi allo scorrere controcorrente del fiume Link quando soffiava un forte vento da sud. Il nome indiano delle cascate era Tiwishkeni, che può essere tradotto come "quando l'acqua dirompe".
L'area in cui vivevano i Modoc era di circa 32 km a sud delle cascate Klamath, quando però furono spinti dentro una riserva insieme ai loro rivali Klamath scoppiò una rivolta e si rifugiarono nei vicini lava beds. Questi eventi portarono alla guerra modoc negli anni 1872-1873, una campagna costosa per la cavalleria americana con un costo stimato di circa 500.000 dollari, più o meno 8 milioni di dollari degli anni 2000. Nella guerra morirono 70 indiani e 83 bianchi. 
Nel 1846 venne portato a Klamath una ferrovia nel tentativo di fornire una via sicura per i pionieri che si spingevano verso l'Oregon. 
Nel 1906 venne promulgato il Klamath Reclamation Project che prevedeva il prosciugamento delle paludi e la canalizzazione dell'acqua così da renderla disponibile per l'agricoltura. Il grande canale "A" venne costruito l'anno successivo e portò l'acqua ai contadini. 
Durante la seconda guerra mondiale vennero costruiti due campi di internamento per i prigionieri giapponesi, uno appena dopo il confine con la California e l'altro appena dentro i confini dell'Oregon. Nel maggio del 1945 una bomba giapponese cadde a circa 48 km da Klamath uccidendo una donna e cinque bambini che uscivano dalla chiesa, questo evento viene considerato come l'unico danno inflitto ai civili dai giapponesi dell'intero conflitto. 
Con l'avvento della Southern Pacific Transportation Company il villaggio fiorì fino a contare migliaia di persone, l'industria del legno era fiorente e continuò così fino a circa il 1980 quando cambi di politica sulla gestione delle foreste portò a un ricollocamento delle aziende. 
Il 20 settembre 1993 un terremoto colpì la cittadina distruggendo diversi edifici ed uccidendo due persone.